# Heckington
Heckington – wieś w Anglii, w hrabstwie Lincolnshire, w dystrykcie North Kesteven. Leży 32 km na południowy wschód od Lincoln i 165 km na północ od Londynu.
W 2001 miejscowość liczyła 3069 mieszkańców.